# ルーベ
ルーベ（仏: Roubaix、オランダ語・フラマン語：Robaais）は、フランス北部ノール県のリール郡にあるコミューン。リール都市圏に含まれる。ベルギーとの国境に隣接している。なお、Roubaixのフランス語での発音に近い日本語表記は、「ルベ」である（発音例）

## 見所
- ラ＝ピシーヌ（英語版） (芸術と産業の博物館)

## 経済
かつては繊維産業の集積地として繁栄した。
- 1999年に設立したOVHの本社が当地にある。

## スポーツ
- パリ〜ルーベ (自転車のロードレース)

## ゆかりのある有名人
- ピエール・フリムラン : 政治家
- ジョルジュ・ドルリュー : 作曲家
- ベルナール・アルノー : 実業家
- アルノー・デプレシャン : 映画監督
- アルノー・トゥルナン : 自転車トラックレース選手
- アレン・ボンデュー : 自転車選手

## 姉妹都市
- ブラッドフォード（イギリス・イングランド）1969年
- メンヒェングラートバッハ（ドイツ）1969年
- ヴェルヴィエ (ベルギー) 1969年
- スコピエ（マケドニア）1973年
- プラート（イタリア）1981年
- ソスノヴィエツ (ポーランド) 1993年
- コヴィリャ（英語版）（ポルトガル）2000年
- ブイラ (アルジェリア) 2003年